# Raúl Rosero Polo
Harold Raúl Rosero Polo (San Juan de Pasto, 20 de abril de 1958) es un compositor, arreglista, director de orquesta y publicista colombiano de amplia trayectoria en su país natal y en Miami, donde reside desde el año 2000.
Durante el 2009, en el marco de las celebraciones del bicentenario de la independencia, fue elegido por voto popular como el compositor y músico más destacado del departamento de Nariño y uno de los más destacados de todo el país, siendo objeto de homenaje el 20 de julio en Pasto, como parte del Gran Concierto Nacional auspiciado por el Ministerio de Cultura.

## Biografía
Nació en San Juan de Pasto y desde niño inició estudios musicales. Se graduó como Comunicador social de la Universidad de América en Bogotá. También realizó estudios de armonía, orquestación y dirección musical con el maestro Alfredo Aragón, y de arreglos y dirección orquestal en la Universidad de Berkeley en Estados Unidos.
Ha sido ganador de cinco festivales de la canción colombiana en Villavicencio (Meta) y ha representado a Colombia en dos festivales OTI en Madrid (España) y Lima (Perú). Con su canción “Amanecer llanero”, interpretada por Billy Pontoni, ocupó el primer lugar en el Festival de Meditour en Lisboa (Portugal) y también obtuvo el primer premio como director.
Durante tres años (1991- 1993) Raúl Rosero presidió la Sociedad de Autores y Compositores de Colombia-Sayco y durante su gestión promovió la aprobación de la ley 44 de 1993 sobre derechos de autor, modernizó la distribución de las regalías autorales y creó mecanismos de difusión de las obras artísticas en medios masivos de comunicación.
Ha trabajado en diferentes proyectos musicales con disqueras como Sony Music, Discos Fuentes, Codiscos, Discos FM, Discos Sonolux y Musicalizando Récords.

### Tragedia familiar
El 13 de marzo de 1986, con el pretexto de detener a Álvaro Fayad Delgado, comandante de la guerrilla Movimiento 19 de abril (M-19), quien se encontraba de visita para encargar la composición de un himno, miembros de la Policía Nacional irrumpieron en el apartamento de Raúl Rosero en Bogotá asesinando a Fayad y a la esposa de Rosero, Cristina Martá quien se encontraba en estado de embarazo. Por tales hechos el Consejo de Estado de Colombia, mediante Sentencia n.º 7555 de Sección 3.ª, del 15 de diciembre de 1992 condenó a la Nación y a la Policía Nacional, como responsables de los perjuicios ocasionados a Harold Raul Rosero Polo, y a sus hijos Juan Raul y Fernando José Rosero Martá, ordenando el pago de una indemnización monetaria.

## Obra
Sus más de quinientas composiciones así como arreglos han sido interpretados y grabados por artistas y agrupaciones de renombre nacional e internacional como María Martha Serra Lima, Claudia de Colombia, Billy Pontoni, Carmenza Duque, Claudia Osuna, la Orquesta Filarmónica de Bogotá y el Binomio de Oro.
Como director y arreglista ha realizado más de 50 conciertos a nivel nacional e internacional. Ha sido director invitado de las orquestas filarmónicas de Bogotá y del Valle, así como de las sinfónicas de Barranquilla y Lisboa (Portugal). A lo largo de su carrera artística ha sido musicalizador de telenovelas como "Pero sigo siendo el rey" y "Tuyo es mi corazón" así como programas de concurso en la televisión colombiana, y ha trabajo en producción de jingles publicitarios para radio y televisión. Igualmente es el autor de más de 150 himnos municipales o institucionales incluyendo de himno de Coldeportes especial para el campeonato por la Copa Mundial de Fútbol Sub-20 de 2011 realizado en Colombia.
Dentro de su obra como compositor se destacan la canción Águila, los pasillos ‘Verdad’, ‘Pensando en ti’, ‘No te vayas’ y ‘Qué tiene tu mirada’, así como los bambucos ‘Tunja’, ‘Yo soy boyacense’, ‘Colombia es amor’, ‘Buscando paz’, ‘Colombia’, ‘Chía’ y ‘Macanal’.

### Himnos municipales
El maestro Raúl Rosero Polo ha compuesto varios himnos municipales de Colombia, especialmente de los departamentos de Cundinamarca, Boyacá y de su natal Nariño.
- Mosquera (Cundinamarca)
- Tocaima (Cundinamarca)
- Nuevo Colón (Boyacá)
- Puerto Boyacá (Boyacá)
- Villeta (Cundinamarca)
- Tena (Cundinamarca)
- San José de Pare (Boyacá)
- Saboyá (Boyacá)
- Sopó (Cundinamarca)
- Chocontá (Cundinamarca)
- La Florida (Nariño)
- Nimaima (Cundinamarca)
- Quipile (Cundinamarca)
- Bojacá (Cundinamarca)
- El Rosal (Cundinamarca)
- Tangua (Nariño)
- Chocontá (Cundinamarca)
- Sutamarchán (Boyacá)
- Gachalá (Cundinamarca) (música)
- Ubaque (Cundinamarca) (música)
- Une (Cundinamarca) (música)
- Cajicá (Cundinamarca) (música)
- Choachí (Cundinamarca) (música)